# Wolin (ville)
Pour l’article homonyme, voir Wolin (île).
Wolin (en allemand : Wollin) est une ville de la voïvodie de Poméranie occidentale, dans le nord-ouest de la Pologne.

## Géographie

### Géographie physique
La ville est située sur l’île de Wolin, en bordure du détroit de Dziwna.

### Curiosités touristiques

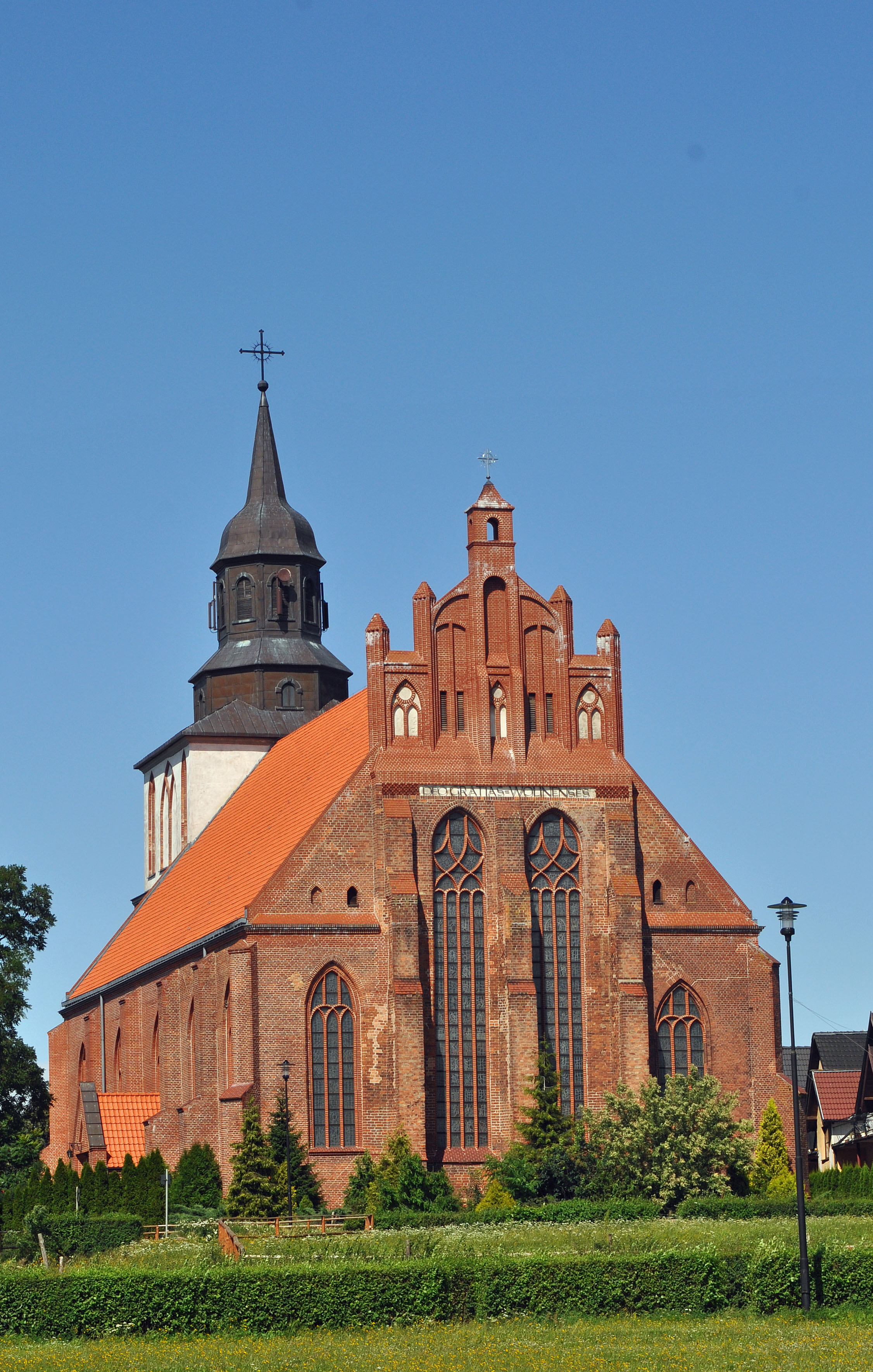
L'église Saint-Nicolas (2011)

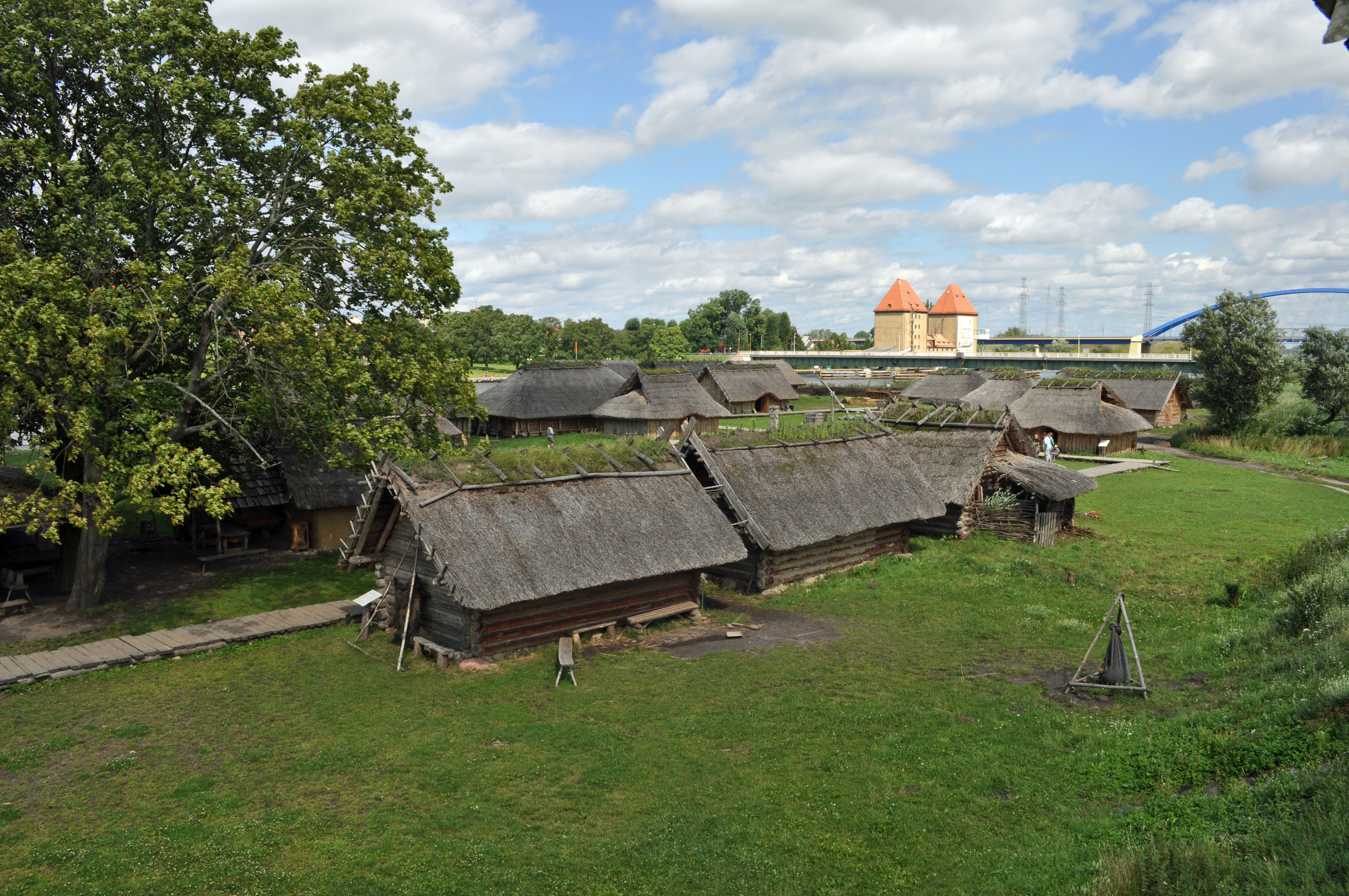
L’écomusée de Wollin (2011)

- L'église Saint-Nicolas, édifice en brique du gothique tardif à trois nefs, fortement remanié , notamment par l'adjonction d'une tour baroque en brique en 1705.
- L'hôtel de ville néogothique en briques d'un rouge vif (1881).
- Le musée national Heimatmuseum, voisin de l'hôtel de ville, renferme les vestiges préhistoriques dégagés en 1934, 1952 et 2002
- Le champ de tumulus de l'âge du bronze, sur le Galgenberg (Wzgórze Wisielcow), au sud.
- Toujours au sud, le site des fouilles de 1934, 1952 et 2001, sur 4,5 km le long du golfe de Dievenow et jusqu'aux tumulus du Silberberg.
- Le manoir de Wollin a été construit vers 1800 par la famille von Below. Lors des travaux de reconstitution de 2012, on a retrouvé à cet endroit les vestiges du couvent des cisterciennes. Les voûtes de la cave sont d'origine[1].
- L'écomusée viking de l'Île de Plage. Il s'y tient désormais chaque année un festival viking, le premier week-end du mois d'août.
- Il y a au village de Varnovo (Varnov) un lac de plaisance en fer à cheval, et une presqu'île où se dressait naguère un fort défensif slave, convertit en pavillon de chasse aux XVIe – XVIIe siècles par le duc de Poméranie Jean-Frédéric[1].

Wolin possède un centre-ville pittoresque et un petit port de pêche.

## Histoire

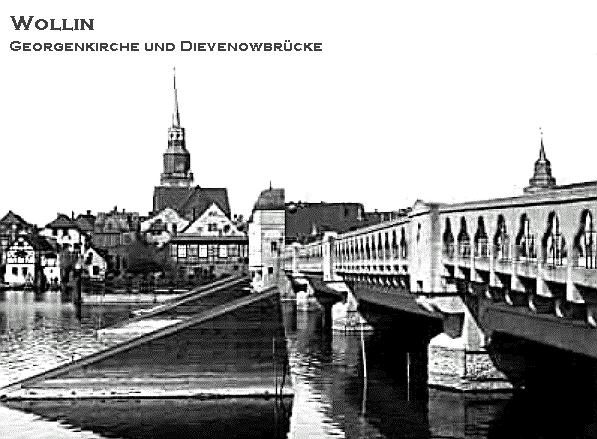
Wollin dans les années 1920

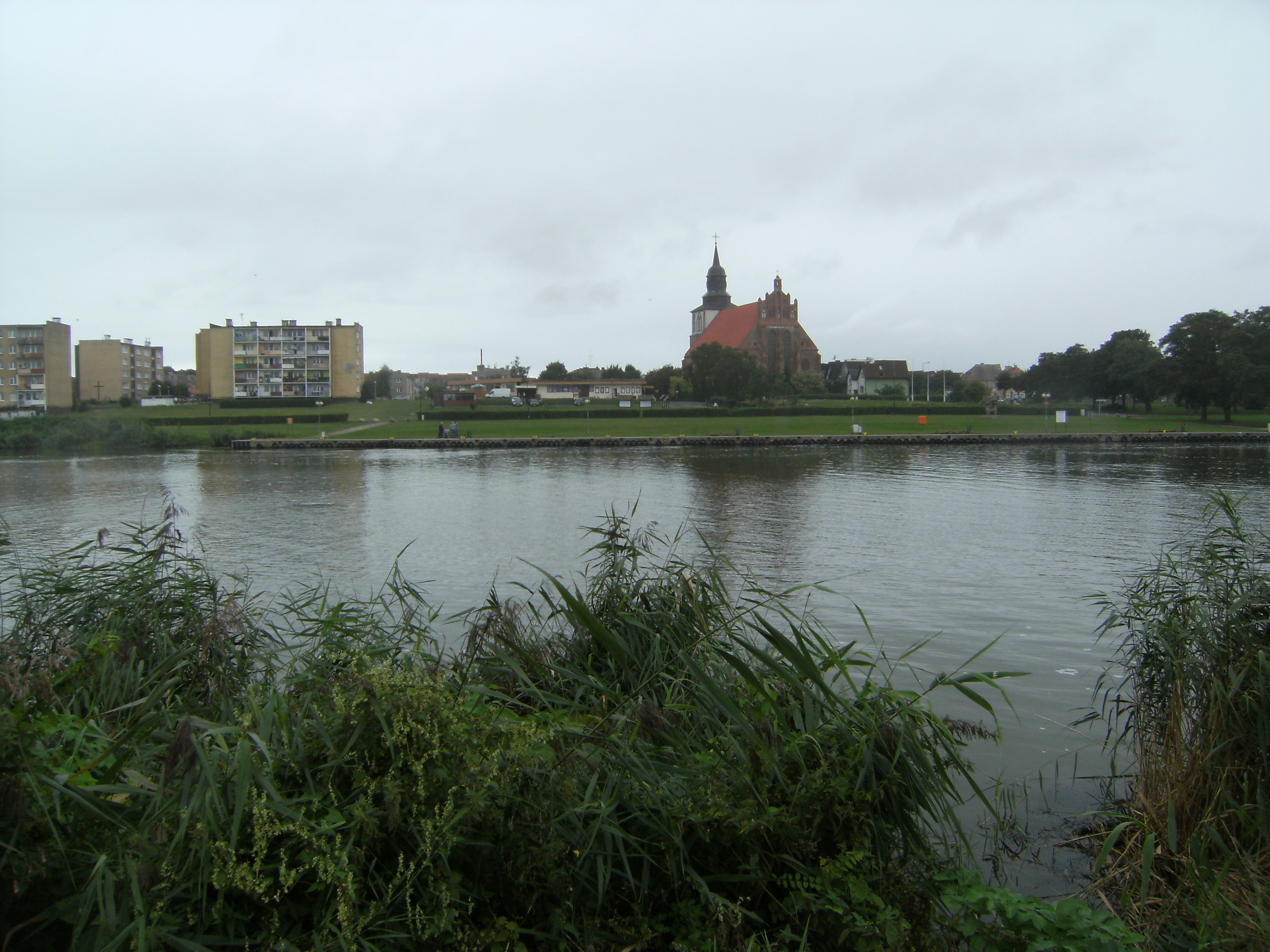
Panorama de Wolin (2013)

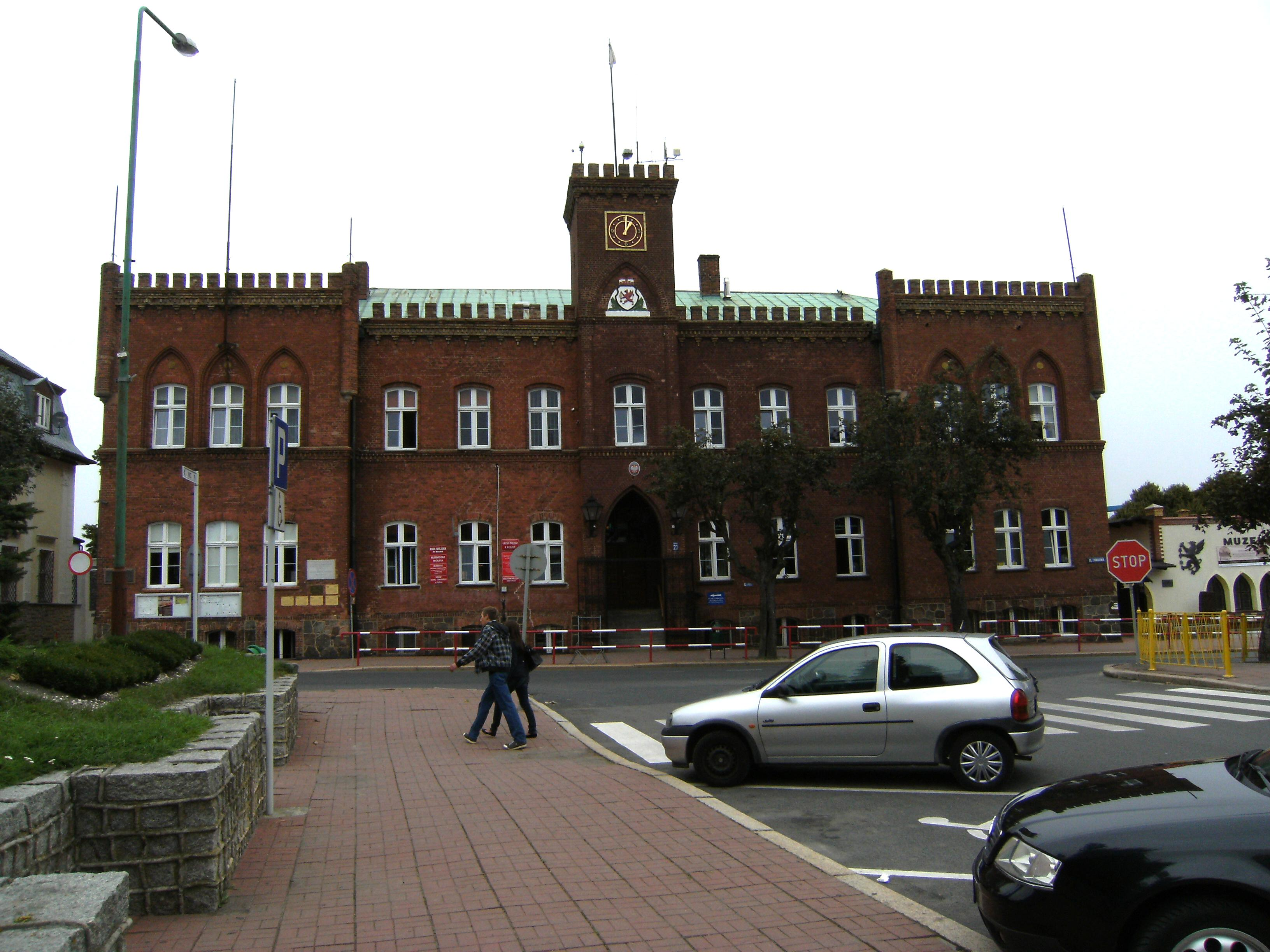
L'hôtel de ville de Wolin

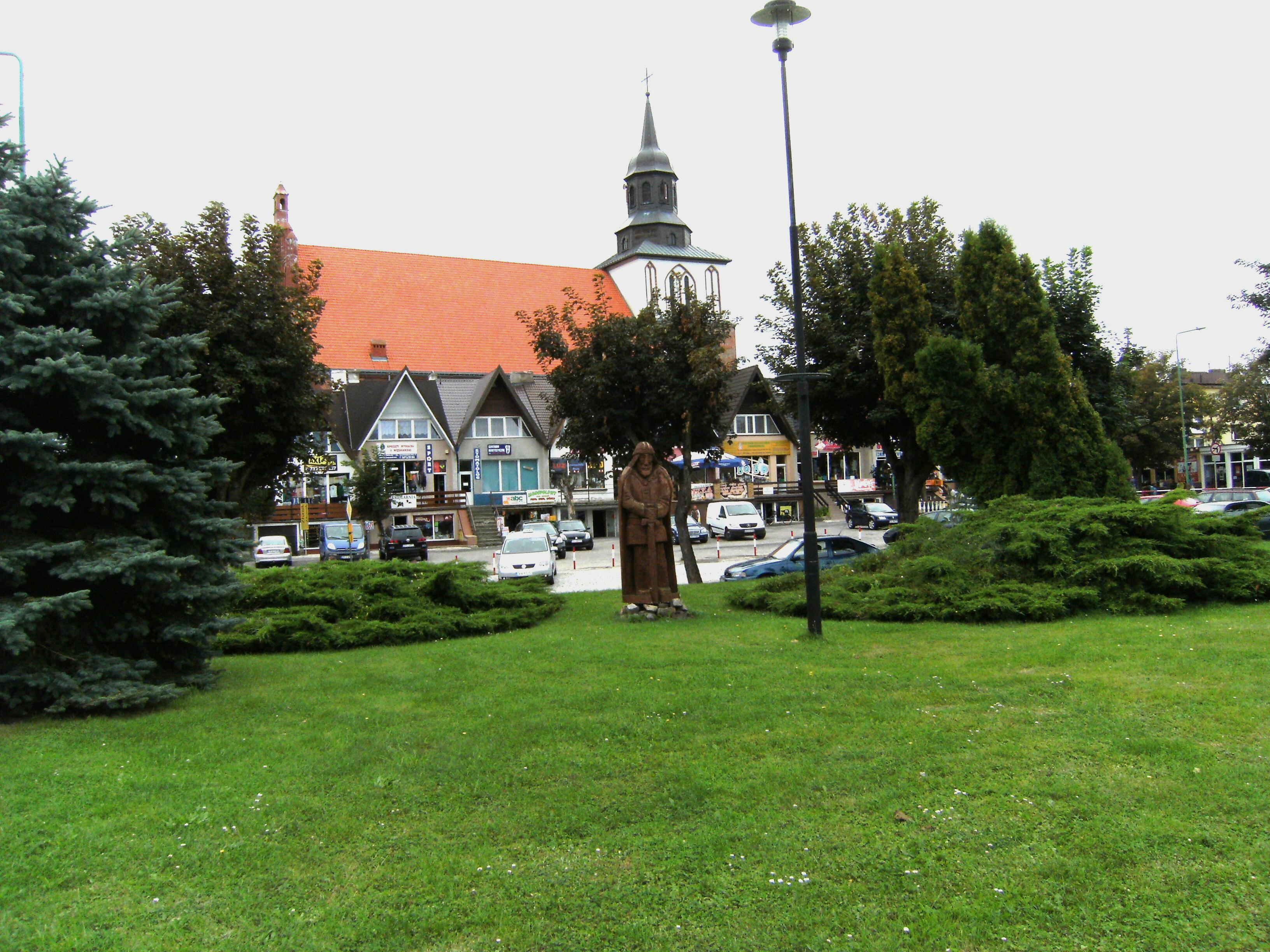
Le marché et l'église de Wolin

Le cap sud-est de l'île de Wolin était déjà habité à la fin de l'âge de pierre, comme l'ont montré les fouilles conduites depuis 1828. Les fouilles menées en 1926 par l'archéologue berlinois Carl Schuchhardt puis le préhistorien et conservateur du musée de Stettin Otto Kunkel (de) ; enfin celles de l'archéologue Karl August Wilde (1934 à 1938) ont rapporté des vestiges sous des strates profondes de 6 m. C'est à cet emplacement que se trouvaient les comptoirs vikings de Julin, Jumne et autres Jomsburg, cités dès 980. Selon les chroniques, ce serait là l’origine de Vineta, le plus grand marché slavo-scandinave de la façade baltique au IXe siècle : il comptait près de 8 000 habitants au Xe siècle. Les fouilles montrent que le village s'étirait alors sur 4,5 km environ le long du bras de mer de Dziwna, entre la colline de Galgenberg au sud, celles du Silberberg et du Mühlenberg au nord.
L’archéologue polonais Ladislas Filipoviak (1929-2014), directeur du musée de Stettin, a dirigé les fouilles de 1952 : ses découvertes ont confirmé et parfois élargi les conclusions tirées de campagnes précédentes de 1828, 1847, 1872, 1897 et 1934-38. 
Encore en 2001, lors de la construction de nouvelles rues et des ponts de chemin de fer, de nouveaux sites préhistoriques ont été mis au jour : les artefacts qui en ont été tirés sont exposés au musée local ainsi qu'à l'écomusée viking de l'Île de la Plage.
En 2021, une campagne de fouille préventive a été menée par l'archéologue Wojciech Filipowiak (petit fils de l'archéologue Ladislas Filipoviak) avec le soutien de la municipalité et du musée d'archéologie de la ville, sur la colline des pendus, lieu d'exécutions publiques du Moyen Âge jusqu'au XVIIe siècle. Il a été découvert des sépultures appartenant au cimetière attesté et des traces calcinées de structures en bois qui pourrait être les restes d'un rempart incendié datant du Xe siècle selon les datations au carbone 14. Ces vestiges seraient interprétés comme la forteresse de Jomsborg selon la nouvelle théorie qu'elle aurait été érigée séparément de la ville de Wolin pour la protéger. Elle aurait été détruite après les raids des vikings Valdemar (1131-1182) et Absalon (1128-1201).
Le cimetière du comptoir slavo-viking se trouvait au sud, sur la colline de Galgenberg : on peut encore y voir 34 des 93 tumulus dégagés à l'origine (vers 1900) qui forment une réserve archéologique. Ces tumulus, de 5 à 20 m de diamètre, renferment souvent plusieurs sépultures allant de l’âge du bronze à la colonisation slave. Elles ont été dégagées de 1847 à 1954. C’est  (de) qui a conduit les campagnes les plus fructueuses, entre 1897 et 1934.
Adam de Brême rapporte avec emphase dans sa Succession des évêques de Hambourg (1080):

« Par delà le pays des Liutices, qu'on appelle aussi Viltses, il y a l'Oder, le plus grand fleuve des pays Slaves. Là où il se déverse dans la Mer des Scythes [c'est-à-dire la mer Baltique], se trouve le fameux comptoir gréco-barbare de Jumne, au centre d’un carrefour commercial très actif […] C'est certainement la plus grosse agglomération de toute l’Europe ; on y trouve des Slaves mélangés à d’autres tribus, des Grecs et des barbares. Même des étrangers de Saxe y ont permission de s’installer, quoiqu’il ne leur soit pas permis de manifester leur foi chrétienne pendant leur séjour ; car tous ici sont encore prisonniers de leurs fétichismes païens ; à part cela, il est impossible de trouver ailleurs, que ce soit par la conversation et les manières, gens plus honnêtes et plus ouverts. La ville regorge de marchandises de tous les peuples du Nord : il n’y manque rien de ce qui ailleurs passe pour rare ou précieux. »

La ville, par sa prospérité, attisait la convoitise des états voisins et se trouva finalement au cœur des conflits entre Pologne et Danemark : Julin/Jumne, alias Vineta/Jomsborg (?) fut pillée et détruite en 1043 puis de nouveau en 1098. Enfin, en 1121, le roi polonais Boleslas III Bouche-Torse annexa pour peu de temps la ville à son royaume. L’évêque Othon de Bamberg évangélisa en 1124 la ville, qui fut élevée en 1140 au rang de cathédrale du nouveau diocèse de Poméranie par le pape Innocent II. Le castrum Wolyn (de), dont dépendait l’octroi, appartenait aux ducs de Poméranie. Albert Holtz (1939) puis Filipowiak (1956-1958) situaient ce château sur le Silberberg, malgré l'absence de vestige visible à cause du sable de dune recouvrant la colline ; mais d’après la carte de Lubin, il se trouvait en effet certainement à côté du quartier de l’Altstadt. Après de nouvelles incursions des Danes en 1164 et 1171, l’évêque Conrad Ier transféra le siège cathédral en 1176 à Cammin : c’est ainsi que s’amorça le déclin de la première authentique métropole balte, redevenue à l’aube du XIIIe siècle un simple village. On ne connaît les noms que de deux châtelains pour cette place : Venzeslav en 1180,  (PUB I. 66/74/97) et Wizlaus en 1220 (PUB I. 201).
La ville ne put reconstruire ses remparts qu’avec l’octroi du Droit de Lübeck, peu avant 1264, par les ducs Barnim Ier et Venceslas. Ce décret commun est attesté par les chartes de  1279 et de 1286 du duc Bogislav IV. En 1277, le duc de Poméranie Barnim Ier exempta les habitants de la région ravitaillant la ville des droits d’octroi, ce qui apaisa les relations entre bourgeois et paysans des campagnes.
Dès 1288, Wollin comptait deux églises, Saint-Nicolas et Saint-Georges, puis en 1317 les cisterciennes fondèrent la première école de Poméranie. En 1365, Wollin adhèra à la Ligue hanséatique : elle finança la flotte hanséate de 1394 chargée de mettre un terme aux déprédations des Frères des victuailles. En 1535, elle se rallia à la Réforme (le réformateur poméranien Bugenhagen y était d'ailleurs né en 1485). Le château fut souvent le refuge des veuves de la Maison de Poméranie. La guerre de Trente Ans frappa la ville en 1628, laquelle demeura sous occupation suédoise de 1648 à 1720. Après l'occupation des faubourgs sud-est par le roi Frédéric-Guillaume Ier, Wollin fut cédée à la Prusse : elle ne comptait alors que 500 habitants, vivant pour l'essentiel de la pêche.
Au XIXe siècle, on rasa les remparts et combla les fossés, et le village de pêcheurs de Wiek fut annexé. Dans le cadre de la réforme administrative lancée par la Prusse, Wollin fut incorporée en 1818 à l'arrondissement d'Usedom-Wollin, dont le chef-lieu était la ville nouvelle de Swinemünde. L'arrivée, en 1892, de la ligne du chemin de fer de Gollnow, donna naissance au faubourg de la gare. Au début du XXe siècle, un atelier naval s'y installa et demeura longtemps l'unique activité industrielle de l’endroit. En 1909, la ville fut la proie d'un incendie.
Vers 1930, l'emprise urbaine de Wollin recouvrait une superficie de 11,5 km2 ; elle comptait alors trois quartiers  :
1. Früheres Wollin-Kolzower Chausseehaus
2. Johanneshof
3. Wollin

Les trois quartiers comportaient au total 677 immeubles.
La ville fut presque rasée au cours des dernières semaines de la guerre, en avril 1945. D'abord occupée par l’Armée rouge, Wollin et le reste de la Poméranie ultérieure fut, conformément aux décisions de la conférence de Potsdam, placée sous administration polonaise. Elle fut évacuée dans le cadre du rattachement à la république populaire de Pologne des conquêtes de l'Union soviétique situés à l'est de la ligne Curzon : en vertu des décrets Bierut, sous la pression de la police polonaise, la population allemande fut forcée de partir entre 1945 et 1947 en abandonnant ses biens sur place.

## Communications
Aéroport le plus proche: aéroport de Goleniów.
La gare Wolin Pomorski a des connexions en direction du sud dans Goleniów et Szczecin et à l'ouest Międzyzdroje et Świnoujście.

## Jumelages
- Staffanstorp (Suède) ;
- Usedom (Allemagne) ;
- Venansault (France).